# Joan Lluís d'Elderen
Joan Lluís d'Elderen (nascut el 29 de setembre de 1620 a Tongeren i mort l'1 de febrer de 1694 a Lieja) fou un sacerdot, príncep-bisbe del principat de Lieja de 1688 a 1694.

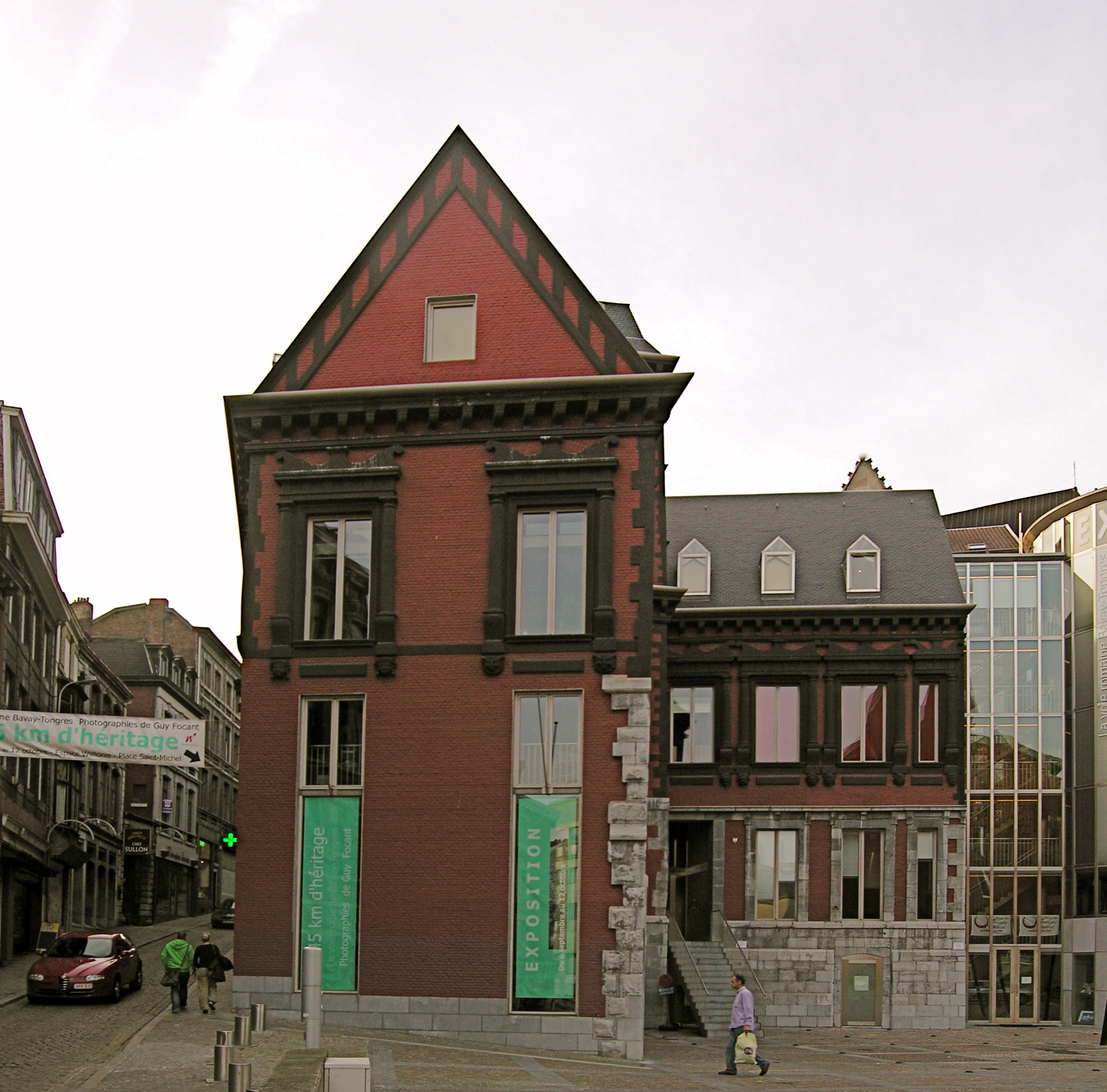
El casal de la família d'Elderen a Lieja

 Joan Lluís era el fill de Guillem de Genoelselderen i d'Elisabet de Warnant. De 1555 a 1561, un altre Guillem d'Elderen, ancestre de Joan-Lluís, alt dignitari a la cort dels bisbes Jordi d'Áustria i Robert de Berghes va construir a Lieja el casal familial, l'casal d'Elderen també conegut amb el nom casal Soër de Solières, en estil renaixença mosana.

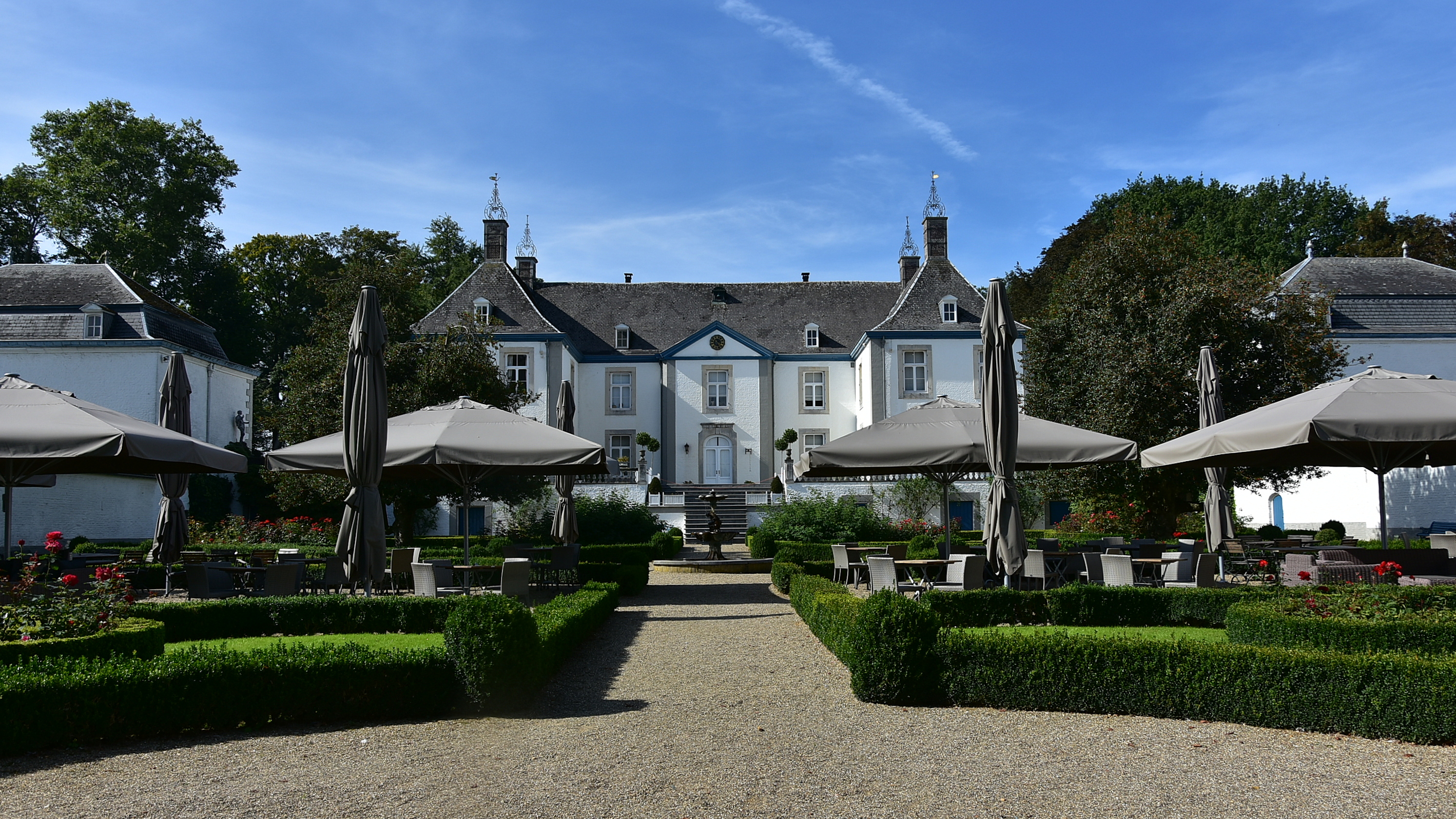
Castell d'Elderen a Genoelselderen

Va esdevenir canonge al capítol de Sant Lambert a Lieja el 1636, cantor el 1661, gran degà de la catedral de Sant Lambert el 1669, prebost de la col·legiata de Sant Bartomeu de Lieja i de l'església de la Mare de Déu de Tongeren. Va ser elegit príncep-bisbe el 17 d'agost de 1688 i consagrat el 27 de desembre del mateix any.
El 1690 va dictar un decret per a imposar una clausura més estricta als monestirs de monges. Aquesta modificació dels seus afers no va plaure gaire a les monges cistercenques presents a diverses localitats de la diòcesi, com que prefereixen definir elles mateixes les regles.
D'Elderen va aliar-se amb la lliga d'Augsburg contra Lluís XIV i així no va respectar la neutralitat del principat. La reacció de França va ser violent: a Huy, els van incendiar 860 cases (1689), i el Condroz i l'«entre Sembre-et-Meuse»" van ser ocupats. El 1691, l'exèrcit francès sota el mariscal Lluís Francesc de Boufflers va bombardejar la ciutat de Lieja. La casa de la vila La Violette i el barri del mercat estan destruïts, uns 1500 cases van ser anihilades.
Joan Lluís va morir l'1 de febrer de 1694 a Lieja i va ser sebollit a la catedral de Sant Lambert, destruïda durant la revolució francesa. El seu sepulcre va transferir-se aleshores a l'església de Genoelselderen, el seu poble natal.